# Omar Pascià
Omar Pascià, vero nome Mihajlo Latas (in serbo Михајло Латас?; Plaški, 24 novembre 1806 – Costantinopoli, 18 aprile 1871), è stato un generale serbo naturalizzato turco ottomano dalla Croazia.
Omar Pascià nacque in una zona del confine sud-orientale dell'Impero Asburgico (oggi Croazia) ove il padre era impiegato amministrativo del distretto di Ogulin. Entrò nell'esercito asburgico ma disertò presto per entrare al servizio dei turchi, convertendosi all'Islam e percorrendo velocemente una brillante carriera. Represse con successo numerose rivolte, fu più volte governatore e partecipò alla Guerra di Crimea. Chiuse la sua carriera con il titolo di Generalissimo. Ebbe fama di comandante spietato e crudele.

## Biografia
Entrò come cadetto nel reggimento di frontiera di Ogulin dell'esercito austriaco ma disertò nel 1828 allorché il padre fu licenziato e si recò a Vidin (Bosnia, allora appartenente all'impero ottomano) e si arruolò al servizio del governatore Hussein Pascià, divenendo precettore dei figli di quest'ultimo, dopo essersi convertito all'islam. Su consiglio del governatore stesso, si trasferì a Costantinopoli ove trovò impiego come scrivano al Ministero della Guerra.
Subito dopo Omar Efendi (come ora si faceva chiamare) divenne scrivano del principe e futuro sultano Abdülmecid con il rango di Yüz Başı (capitano) dell'esercito turco.
Risalì velocemente, un grado dopo l'altro, la carriera militare, ottenendo nel 1839 il titolo di Bey (Colonnello) con il quale condusse il suo reggimento nell'attuale Siria contro il reparto di Ibrāhīm Pascià, ribellatosi al suo comandante, che sconfisse a Beksaya nonostante la sua palese inferiorità numerica.
Nel 1842 divenne governatore militare del Libano (allora parte dell'impero ottomano) ma dovette presto dimettersi a causa del clamore delle proteste dei cristiani, che lo consideravano un rinnegato, per la sua eccessiva durezza.
Nel 1843 partecipò, sotto il comando di Reşid Pascià, alla campagna d'Albania contro il ribelle Gioleka, che egli riuscì a prendere prigioniero. Nel 1846 ottenne il comando contro i ribelli curdi, che egli riuscì nuovamente a sottomettere.
Quando nel 1848 scoppiarono i disordini nei Principati danubiani, li occupò insieme ai russi e vi rimase come governatore militare nell'allora città turca di Bucarest, fino ad aprile del 1850, quando represse una rivolta in Bosnia.
Nella Guerra di Crimea (1853 – 1856), nominato Pascià, assunse il comando delle operazioni militari nella zona del Danubio. Il 4 novembre sconfisse il nemico a Oltenița, liberò nel 1854 Silistra ed entrò in Bucarest. Richiamato con i suoi 30.000 uomini in Crimea, combatté davanti a Sebastopoli. Allorché i russi iniziarono l'assedio della fortezza di Kars, egli informò l'11 luglio 1855 gli alleati che egli avrebbe lasciato la Crimea per recarsi in Asia minore. Questi si dichiararono contrari a questa decisione ed un accordo fu raggiunto solo in settembre.
L'attacco diversivo di Omar Pascià su Kutaisi fu infine mandato a monte dal generale russo Bebutov.
Nominato governatore di Bagdad, cadde in disgrazia nel 1859 a causa dei suoi numerosi eccessi e fu esiliato. Richiamato in servizio nel 1861, rientrò a Costantinopoli ed ottenne il comando in Erzegovina, dove nel 1862 soffocò una rivolta e condusse con successo la guerra contro il Montenegro. Nel 1864 fu nominato Müşir, carica equivalente a quella di feldmaresciallo e si installò presso Monastir a capo del III Corpo d'armata.
Nel 1867 fu inviato a Creta per soffocare un'insurrezione greca. Nonostante la sua crudele severità, non gli riuscì appieno l'impresa. Rientrato a Costantinopoli nell'autunno dello stesso anno, ricevette il titolo di Serdar-ı Ekrem (Generalissimo), privo tuttavia di corrispondente incarico nell'esercito. Esercitò nel 1868 le funzioni di Ministro della Guerra e morì tre anni dopo.